# Széchenyi tér (XV. kerület)
A Széchenyi tér Budapest XV. kerületében, Rákospalotán található. A tér elsősorban szakrális, illetve szabadidős központ, közlekedési szempontból nem jelentős csomópont.

## Fekvése
A tér helyrajzi értelemben egy kis utcákban szerteágazó szabálytalan, részben beépített, részben parkosított terület. Kiterjedését nehéz meghatározni, hiszen azt a térre számozott épületek telkeinek szabálytalan alakzata alkotja. Legszélső határai elnyúlnak (vagy korábban elnyúltak) az Epres sor, Illyés Gyula utca és a Régi Fóti út határáig. A teret érinti az itt kanyarodó Fő út, beletorkollik a Bácska, Beller Imre és a Jókai utca, valamint az Epres sor. A tér parkosított területe kb. 17 000 m2 lehet.

## Kialakulása
A tér eredendően egy kicsit vizes, zsombékos, a település többi részénél mélyebben fekvő, szabálytalan alakú terület volt az ősi Fő út kanyarulata, az Öregtemető és a Régi Fóti út között. A falu lakóházainak felépítéséhez szükséges telekfeltöltéseket is innen hordott földdel végezték. A római katolikus templom építésének 1896-os megkezdését megelőzően töltötték fel, s hozták egy szintbe a környezetével. Mint korai elnevezése (Liba tér) is jelzi, beépítéséig a község libalegelője volt ezen a területen. A környék fokozatos beépülése alakította ki a tér máig változékony alakját. Határainak formálódására jellemző, hogy a Régi Fóti út és Cserba Elemér utca sarkán a Régi Fóti út 73. sz. alatt található evangélikus nagytemplom  - amit ma már a Széchenyi tértől távolabbi pontként tartunk számon - építésének megkezdéséről a helyi sajtó úgy adott hírt 1936-ban, hogy az építkezés helyszínéül magát a Széchenyi teret jelölte meg. Az Öregtemető és a római katolikus templom közé eső terület (a mai REAC-stadion) rendezésére 1937-ben pályázatot írt ki a Fővárosi Közmunkák Tanácsa. Az 1939-ig elkészült tervek a tér Régi Fóti út felé eső területét a község közigazgatási-gazdasági központjaként képzelték el új városháza, piac és lakóépületek felépítésével. A nyertes szabályozási tervben foglaltak megvalósítására a második világháború eseményei és az azt követő politikai változások miatt nem került sor. Utoljára az 1969-ben épült Epres sori lakótelep és magának az Epres sornak a megépítése húzta meg a tér határát.
A tér 1912-től a rákospalotai villamoshálózat jelentős központja volt: a Pestújhely felől érkező villamosjárat végállomása és az Újpest felől érkező járatok csatlakozási pontja. A villamoshálózat fokozatos felszámolására a második világháborút követően került sor, az utolsó 10-es villamos 1985. május 31-én haladt át a téren, sínjeinek elbontása 2001-ben fejeződött be teljesen.

## Elnevezése
A még beépítetlen, kicsit vizes, libalegelőnek használt terület első elnevezése Liba tér volt. Az utcanévlexikonban és helytörténeti kiadványokban megadott 1896-os dátum a Liba tér elnevezés alátámasztásra azóta még korábbira tehető: 1884-es állapotot mutató (ám később készült) térképen már így szerepel a terület, ám bizonyos, hogy maga az elnevezés ennél is korábbi, csak ez a térkép bizonyítja első ízben. Egy forrás szerint a Liba tér elnevezéssel párhuzamosan létezett a Pázsit megnevezés is. Egyes korabeli sajtótudósításokban a Magyarok Nagyasszonya-plébániatemplom felépítését követően a Templom tér elnevezést használták, ám ez sosem volt hivatalos elnevezés. A Széchenyi tér név 1919-ben már létezett, a tér hátsó, az akkor még létező, bár temetkezésre már nem használt ún. Öregtemető felé néző fertályát 1932-ben nevezik el Szent Imre térre, egy időben tehát a tér kettéosztottan létezett, egyik része Széchenyi, míg a másik Szent Imre néven volt ismert. Az 1937-ben a Fővárosi Közmunkák Tanácsa városrendezési tervpályázatára beérkezett művek a Régi Fóti út felé eső területet is önálló térként (Szent Imre) kezelték. 1940-ben egy helyi képviselő javaslatára a Mussolini tér nevet adták a Szent Imre tér mögötti – gyakorlatilag a Régi Fóti utat lefedő – területrésznek. 1949-ben a Rákospalotához egyébként nem kötődő Czabán Samu nevét adták a térnek, míg a korábbi Mussolini tér elnevezést törölték. A Széchenyi tér nevet 1991-ben kapta vissza a terület.

## Tömegközlekedés
A teret több autóbuszjárat érinti, korábban pedig jelentős villamos átszállási csomópont volt. Valaha itt járt – áthaladt, vagy a végállomása volt ezen a téren – a 10-es, 55-ös, 65-ös és a rákosszentmihályi 69-es villamos. Mára valamennyi villamosjárat megszűnt.
A teret jelenleg a Volánbusz és a BKK autóbuszjáratai érintik, az utóbbiak közül a 104-es, 104A, 125-ös, 125B, 170-es, 204-es, 231-es, 231B, 950-es és 950A járat közlekedik itt.

## Jelentős szobrok, épületek

### Szobrok
- A Fő út 47. számú telken, de a Széchenyi tér sarkán, mintegy a térhez tartozón áll Barcza Lajos Kossuth Lajos-szobra, melyet 1908. október 18-án avattak.[14]
- A templom előtti park Epres sor felőli oldalán kezd kialakulni az 1956-os Nemzetközi Szoborpark. 2017-ig három olyan külföldi személy szobrát avatták, akik valamilyen módon szót emeltek az 1956-os magyar szabadságtörekvések mellett: Albert Camus (Kalmár Márton, 2014) Hannah Arendt (Diénes Attila, 2016) és Zbigniew Herbert (Pogány Gábor Benő, 2016) alkotásai láthatók itt.
- 5. sz. A rendőrség épülete előtt áll Segesdi György alkotása, a Munkáshatalom (alternatív nevén: Néphatalom) című szobor. Felállításának időpontja: 1959.[15]
- 11. sz. A templom épülete mellett, a parkban áll Turáni Kovács Imre 1948-ban felállított Szabadság – Centenáriumi emlékmű (Örökmécses) című emlékműve.[16]

### Épületek
- Nem a térre van számozva, de ide illeszkedik a Fő út 68. sz. alatti posta, mely Rákospalota régi központi hivatala.
- 5. sz. A kerületi rendőrkapitányság jellegzetesen szocreál épülete. Tervezőjéről, nincs pontos információnk, átadásának éve 1958.[17]
- 8-10. sz. A Budai II László Stadion épületegyüttese, mely a templom mögötti telken helyezkedik el, és egészen a Régi Fóti útig terjed. Korábban a stadion területén - egészen a mai Illyés Gyula utcáig - helyezkedett el Rákospalota köztemetője, amit ma Öregtemető néven emlegetnek, és az 1940-es évek második felében számolták fel.[18] A stadiont ezt követően építették akkor még mint Szállítók-pálya néven volt ismert, ma a Rákospalotai EAC pályája.
- 11. sz. (hivatalosan: Bácska utca 3.) szám alatt található a Magyarok Nagyasszonya-plébániatemplom. A templomot Balassa Ernő tervezte, 1909-re lett kész.
- 13. sz. A Czabán Általános Iskola épületét 1959-ben adták át, a mai napig Czabán Samu nevét viseli az oktatási intézmény.[19] A tér kiterjedésére jellemző, hogy az iskola főbejárata az Illyés Gyula utcáról nyílik.